# Oscar Hiljemark
Oscar Hiljemark (pronunciació en suec: 'hɪljɛ'mark; nascut el 28 de juny de 1992) és un futbolista professional suec que juga com a migcampista pel US Palermo italià a la Serie A.

## Carrera de club

### Primers anys
Hiljemark va jugar pel club suec IF Elfsborg. Fou pretès per diversos clubs de Suècia en categories inferiors, però va decidir firmar un contracte juvenil amb l'Elfsborg el 2008. De ben petit va participar en molts campus de futbol, i ja es va preveure que tindria una carrera reeixida degut al seu madur estil de joc.

### IF Elfsborg

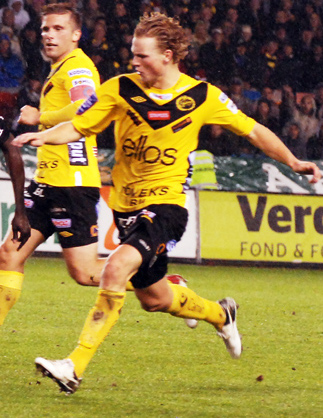
Hiljemark amb l'Elfsborg el 2012.

Dos anys després de signar contracte amb l'Elfsborg, a 18 anys, es va guanyar un lloc al primer equip, quan ja era internacional amb Suècia en categories inferiors. Durant el seu primer any amb l'Elfsborg va jugar 4 partits a l'Allsvenskan i dos a la fase de classificació per l'Europa League. Va jugar 30 minuts al play-off de classificació per la Lliga Europa de la UEFA 2010–11 contra el SSC Napoli, en un partit que l'Elfsborg va perdre per 2–0 amb dos gols d'Edinson Cavani.
Va debutar amb el primer equip de l'Elfsborg en un empat 2–2 fora de casa contra l'IF Brommapojkarna el 26 de setembre de 2010, i hi va marcar el seu primer gol contra el Syrianska FC en una victòria a casa per 2–1 el 27 de juny de 2011.
Amb 18 anys en la seva temporada de debut el 2011, fou nominat al guardó a millor debutant de l'any, essent el més jove dels nominats. També va guanyar el prestigiós premi Månadens Tipselitspelare amb la següent cita del jurat: "Oscar Hiljemark ha estat dotat d'una gran actitud guanyadora que ha utilitzat en un entorn competitiu per al desenvolupament òptim. És un jugador amb talent que treballa intensament i pren una madura responsabilitat en la seva posició al centre del camp." Altres jugadors que també varen guanyar el premi són Fredrik Ljungberg, Johan Elmander, Olof Mellberg i Kim Källström.
Després d'una reeixida temporada 2011 Hiljemark fou pretès per clubs com el Genoa CFC i el Club Brugge, però Elfsborg els va ignorar.

### PSV Eindhoven
El 4 de gener de 2013, Hiljemark va signar contracte amb el PSV fins al 2017, per 2.2 milions d'euros. Va debutar a l'Eredivisie el 26 de gener de 2013 en una victòria per 5–1 fora de casa contra l'Heracles Almelo, en el qual va substituir Tim Matavž. Va marcar-hi el seu primer gol el 17 d'agost de 2013 en una convincent victòria per 3–0 contra el Go Ahead Eagles. De tota manera, amb la competència de Memphis Depay i Georginio Wijnaldum al mig del camp, Hiljemark no va aconseguir d'assentar-se a l'equip titular, i les lesions també li varen impedir d'agafar el ritme. Malgrat que va jugar 49 partits de lliga amb el PSV, molts d'ells com a suplent entrant als darrers minuts, Hiljemark va marcar només dos gols en lliga en els dos anys que va romandre al club.

### Palermo
Després de guanyar el Campionat d'Europa de Futbol sub-21 de la UEFA de 2015 amb la selecció sueca, diversos equips es varen interessar pel jugador. Va marxar a l'equip italià del US Palermo per 2 milions d'euros (més 500.000 en variables), i hi signà un contracte per quatre anys. A l'equip Rosanero, s'hi va trobar amb el seu company de la selecció Sub-21 Robin Quaison. Va marcar el seu primer gol a la Serie A el 13 de setembre de 2015 contra el Carpi, en un partit que va acabar en empat 2–2. Sis dies després, va marcar un doblet contra l'Milan, tot empatant el partit provisionalment, encara que finalment fou una derrota per 2–3. El brillant començament de temporada de Hiljemark va cridar l'atenció de clubs més potents. Fou vinculat amb els grans clubs italians AC Milan i S.S.C. Napoli, així com als de la Premier League Norwich City FC, Southampton FC, Watford FC i West Ham United FC. Cap al final de la temporada 2015-16 el Palermo estava en perill de descendir. En el darrer partit de la temporada, Hiljemark va donar una assistència crucial a Franco Vázquez en un partit que acabà en victòria 3–2 contra el Verona que va permetre el Palermo mantenir-se a la Serie A. Hiljemark va jugar tots 38 partits de lliga possibles pel Palermo aquella temporada.

## Carrera com a internacional

### Suècia Sub-21

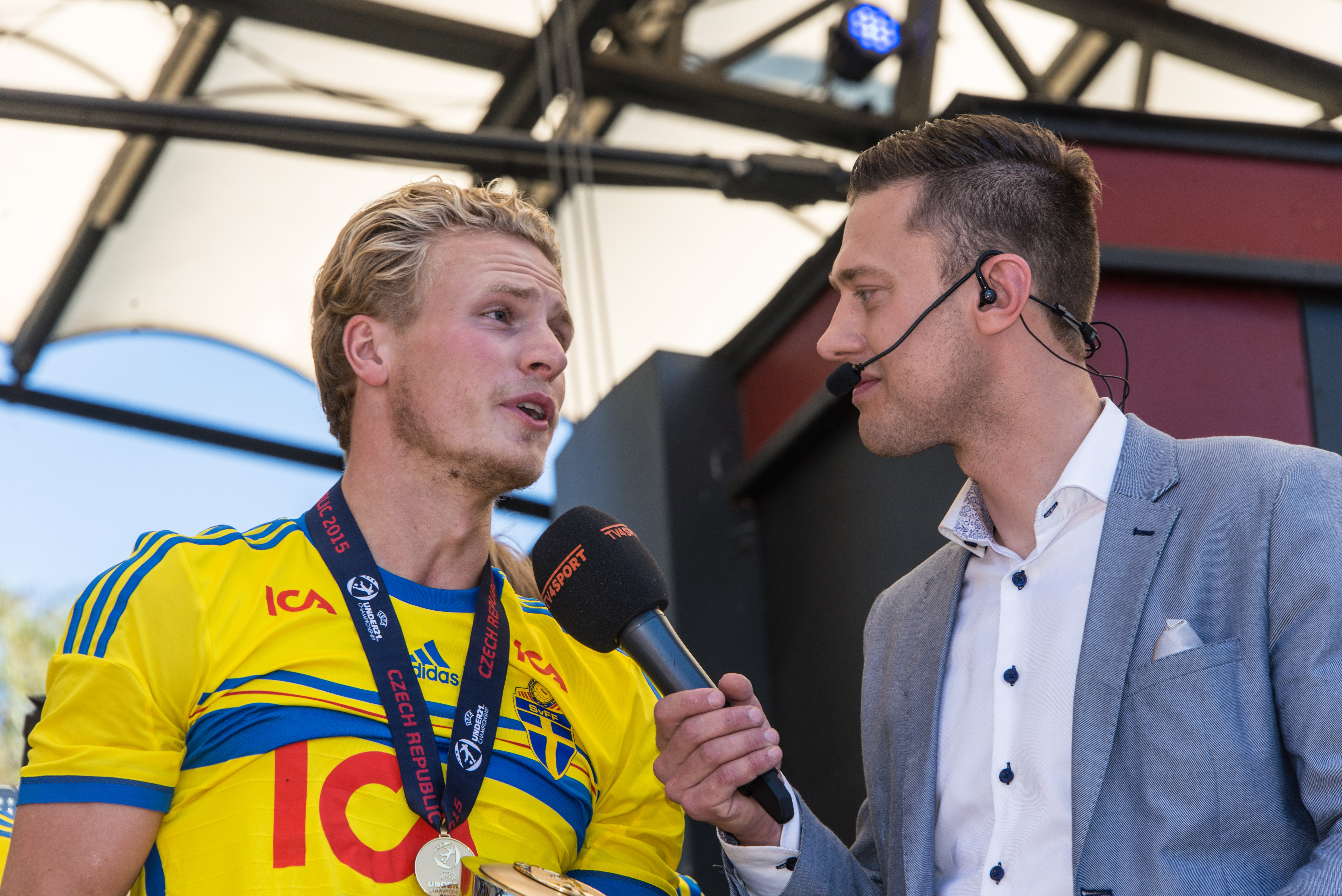
Hiljemark entrevistat després de guanyar el Campionat d'Europa de Futbol sub-21 de la UEFA de 2015.

Hiljemark va debutar amb la selecció sueca Sub-21 el 9 de febrer de 2011 en una derrota per 1–3 contra la selecció portuguesa Sub-21. Fou el capità de la selecció en la seva reeixida actuació a la Campionat d'Europa de Futbol sub-21 de la UEFA de 2015 a la República Txeca.

### Suècia
El gener de 2012 Hiljemark fou convocat pel campus anual de la selecció sueca absoluta. Va debutar amb Suècia en un partit amistós contra Bahrain el 18 de gener de 2012, en el qual va marcar el seu primer gol amb la selecció. A causa de les seves convocatòries amb la Sub-21, Hiljemark no va ser convocat regularment amb l'absoluta. La seva primera gran convocatòria amb la selecció absoluta fou el novembre 2015 per un partit contra Dinamarca de classificació per a l'Eurocopa 2016. Hi va entrar al minut 81 de la segona part, substituint Sebastian Larsson. Hiljemark fou un dels 23 jugadors que disputaren amb Suècia l'Eurocopa 2016.

## Gols com a internacional
| #  | Data          | Seu                                       | Oponent | Marcador | Resultat | Competició |
| -- | ------------- | ----------------------------------------- | ------- | -------- | -------- | ---------- |
| 1. | 18 gener 2012 | Estadi Thani bin Jassim, Al Rayyan, Qatar | Bahrain | 2–0      | 2–0      | Amistós    |

## Palmarès

### Club
Elfsborg
- Allsvenskan: 2012

PSV
- Eredivisie: 2014–15

### Internacional
Suècia Sub-21
- Campionat d'Europa de Futbol sub-21 de la UEFA: 2015